# Позитивна дискримінація
Позитивна дискримінація (англ. affirmative action) або позитивні дії — це соціально-політичні заходи з підвищення представництва груп людей, дискримінованих у суспільствах за певною ознакою, як-то стать (дискримінацією тут є сексизм), раса (расизм), етнос (ксенофобія), конфесія, сексуальна орієнтація (гомофобія). Такі групи називаються захищеними. Позитивна дискримінація застосовується для подолання нерівностей у доступі до освіти, праці та її оплаті, а також сферах (таких як освіта та влада), з яких люди багатьох груп були історично виключені, а також подолання і компенсацію нанесених їм кривд, несправедливостей і перешкод, з кінцевою метою досягнення та підтримки розмаїття. Позитивна дискримінація є інструментом сучасної гендерної політики, також застосовується для збереження вимираючих культур та мов.
Природа позитивної дискримінації залежить від країни чи регіону і варіює від жорстких квот до простого таргетованого заохочення для підвищення участі. Ряд країн використовують систему квот (наприклад, гендерні), коли певний відсоток державних робочих місць, політичних посад та вакансій в учбових закладах резервується для людей дискримінованої групи (як-от система резервації в Індії).
В інших регіонах, де немає квотування, людям з меншин надається перевага чи особлива увага при процесах відбору. У США позитивна дискримінація в наймі та освіті була предметом законодавчої та політичної дискусії. Нині у Великій Британії і США найм людини просто через її захищений статус, без уваги до професійних якостей, є незаконним, але належність до дискримінованої і утиснутої групи враховується при наймі і просуванні, коли група недопредставлена в даній області і кандидат(ка) має однакові заслуги.
Альтернативний підхід передбачає фокус на тому, щоб впевнитись у наданні рівних можливостей. Наприклад, спрямовані рекламні кампанії, щоб заохотити етнічні меншини вступати до поліції. Це часто описується як «кольорова сліпота» (color blind), хоча життєздатність концепту жорстко критикується.

## Історія
Термін «позитивна дискримінація» вперше застосований у США у «Виконавчому наказі № 10925», підписаному президентом Джоном Кеннеді 6 березня 1961 року, який включав положення про те, що «урядові підрядники вживають позитивні заходи для забезпечення того, що при працевлаштуванні і подальшої служби до працівників ставляться незалежно від їх раси, віросповідання або національного походження». Положення вводилося для заохочення дій із недискримінації.
У 1965 році президент Ліндон Б. Джонсон видав розпорядження № 11246, яке вимагало від уряду впровадити «позитивні дії» щодо роботодавців для «найму незалежно від раси, релігії та національного походження». Це не дозволило роботодавцям дискримінувати людей невигідних їм груп.
У 1967 році до списку антидискримінації включено стать.
Позитивна дискримінація допомагає компенсувати минулу дискримінацію, переслідування чи експлуатацію з боку правлячого класу та подолати наявні нерівності.

## Жінки
Дослідження підтверджують вплив позитивної дискримінації на становище жінок. Kurtulus (2012) у своєму огляді позитивних дій та професійного просування меншин і жінок протягом 1973—2003 років показала, що ефект позитивних дій на просування темношкірих, іспанців та білих жінок в управлінських та технічних спеціальностях спостерігався в 1970-х та ранніх 1980-х. У цей період роботодавці збільшували частку найму людей з цих груп через впровадження позитивної дискримінації. Але позитивний ефект повністю стерся у пізніх 1980-х, що дослідниця пов'язує зі спадом найму жінок і меншин до передових професій через політичний зсув у позитивній дискримінації часів Рейгана.
Метааналіз численних досліджень, особливо в Азії, виявив внесок чотирьох основних факторів підтримки програм позитивної дискримінації щодо жінок: гендер; політичні фактори; психологічні чинники; соціальна структура.
Kim та Kim (2014) виявили, що «позитивна дискримінація одночасно коригує існуюче несправедливе ставлення та дає жінкам рівні можливості у майбутньому».

## Вплив
Позитивна дискримінація сприяє можливостям меншин, щоб вони мали рівний доступ до рівня більшості населення. Від державних і освітніх установ часто вимагають, щоб утиснуті в конкретному суспільстві групи могли брати участь у всіх наданих можливостях, включаючи просування, освіту та навчання.
Позитивні дії допомагають збільшити різноманіття у всіх верствах суспільства, а також компенсувати шкоду, заподіяну публічною, інституціональною або неумисною дискримінацією. Основна ідея позитивних дій полягає в тому, що суспільство, яке допустило або допускає дискримінацію окремих соціальних, національних та інших меншин, має компенсувати нанесену цим шкоду і обмеження за рахунок більшості.

## Критика
Заперечення проти практики позитивної дискримінації можна почути, як з позиції більшості, або з позиції здорового глузду, так і з позиції самих «позитивно дискримінованих» меншин. Основним запереченням є те, що позитивна дискримінація, на думку опонентів, фактично є нічим іншим, як знаряддям обмеження прав більшості на користь представників меншин — оберненої дискримінації. Противники позитивної дискримінації заявляють, що вона знижує цінність досягнень особистості, оцінюючи досягнення за принципом приналежності до певної соціальної групи, а не по його кваліфікації. Так, наприклад, досягнення представників меншин в очах суспільства стають незначними, сприймаються як результат не їх власних зусиль, а лише наданих переваг, а в самих представників меншин знижується мотивація і проявляється схильність до утриманства. Наприклад, втілення принципів будь-якої дискримінації в області різних премій (Нобелівської, Оскар) або нагород в спорті, що повністю усуває їхній якісний зміст, а самі номіналісти отримуватимуть їх не за видатні досягнення, а за особисті зовнішні та інші особливості.
В цілому критика позитивної дискримінації зводиться до того, що позитивні дії — це все-таки обернена дискримінація, а також, що позитивні дії мають небажані побічні ефекти, а також нездатні досягти своєї поставленої цілі. Стверджується, що це перешкоджає примиренню, замінює старі помилки новими, підриває досягнення меншин та закликає людей ототожнювати себе як «незахищені», навіть, якщо вони не є такими. Також, це може посилити расову напруженість і принести користь новим більш привілейованим людям у групах меншин за рахунок менш щасливих представників серед груп більшості та призвести до виникнення нового ефекту — «білі люди нижчого класу».
Американський економіст і соціальний та політичний коментатор Томас Соувелл визначив деякі негативні наслідки расистських позитивних дій у своїй книзі «Позитивні дії навколо світу: емпіричне дослідження» (англ. «Affirmative Action Around the World: An Empirical Study»). Соувелл пише, що політика позитивної дискримінації заохочує непривілейовані групи соціуму визначати себе членами більш вигідних груп (тобто основними вигодонабувачами позитивних дій), щоб скористатися перевагами політик групових уподобань; що вона, як правило, винагороджує в першу чергу найуспішніших серед позитивно дискримінованої групи (наприклад, чорношкірих верхніх та середніх класів), часто на шкоду найменш успішних серед небажаних груп (наприклад, бідніших білих або азійських представників); що вона зменшує спонуки одних і інших до працювати що-якнайкраще — у перших, бо це не є необхідним, а в других, бо воно може виявитися марним, — таким чином, призводить до чистих збитків для суспільства в цілому; і що вона збільшує ворожість до бажаних груп.

### Невідповідність
Невідповідність терміну «позитивна дискримінація», що мав би позитивно впливати на соціум, надається негативному ефекту, який ставить в невигідні умови студентів в коледжах та університетах, які є надто складними для них. Наприклад, згідно з теорією, за відсутності позитивної дискримінації студенти будуть допущені до коледжів, які відповідають їх академічним здібностям та мають в майбутньому хороші шанси на випуск. Однак, згідно з теорією невідповідності, позитивні дії часто приводять студентів у вищі навчальні заклади, що є занадто складним, і це підвищує шанс виключення студента. Таким чином, згідно з теорією, позитивна дискримінація завдає шкоди своїм визначеним бенефіціарам, бо вони збільшують рівень їх відмови чи неуспішності.
Докази на підтримку теорії невідповідності були представлені Гейлом Херіотом, професором права в Університеті Сан-Дієго та членом Комісії США з Громадянських прав у статті від 24 серпня 2007 р., опублікованої в The Wall Street Journal. У статті висвітлено дослідження 2004 року, яке було проведено професором юридичного факультету Каліфорнійський університет у Лос-Анджелесі Річардом Сандером та опубліковане в «Stanford Law Review». В дослідженні дійшли висновку про те, що там було би на 7,9 % менше чорних адвокатів, ніж, якщо б не було позитивної дискримінації. Дослідження отримало назву «Системний аналіз позитивних дій в американських юридичних школах». У статті також зазначається, що через невідповідність неграмотних, насамперед, виявляються випадки, коли чорношкірі пропускають іспити з юридичного факультету або мають неуспішні іспити.
Сандера на тему «невідповідності» критикувало кілька професорів права, включаючи Яна Айреса та Річарда Брукса з Єльського, які стверджують, що ліквідація позитивних дій фактично зменшить кількість чорношкірих юристів на 12,7 %. Хоча дослідження 2008 року Джесі Ротштайна та Альберта Х. Йона не підтверджують висновки «невідповідності» Сандера, показали, що скасування «позитивних дій» «призведе до 63-відсоткового зниження кількості чорних матерів у всіх юридичних школах та 90-відсоткове зниження в елітних юридичних школах».
Хоча ці прогнозовані високі числа викликали сумніви в огляді попередніх досліджень Пітера Аркідіакона та Майкла Ловенхайма. Їх висновки виявили переконливе свідчення того, що позитивна дія призводить до «невідповідності». Вони стверджували, що відвідування деякими афроамериканськими студентами менш елітних вищих навчальних закладів значно покращить низький рівень першої спроби при проходженні державного бар'єру, проте вони засвідчували, що такі удосконалення можуть перевершувати зменшення відвідуваності юридичних шкіл.